# مارتوني (أرمينيا)

مارتوني هي بلدة تقع في محافظة غغاركونيك،تقع البلدة جنوب بحيرة سيفان.بلغ عدد سكان البلدة في 2016 11،200 نسمة.